# Park Joo-Bong
Park Joo-Bong (en coreano: 박주봉; 5 de diciembre de 1964) es un deportista surcoreano que compitió en bádminton, en las modalidades de dobles y dobles mixto.
Participó en dos Juegos Olímpicos de Verano en los años 1992 y 1996, obteniendo dos medallas, oro en Barcelona 1992 y plata en Atlanta 1996. Ganó siete medallas en el Campeonato Mundial de Bádminton entre los años 1983 y 1991.

## Palmarés internacional
| Juegos Olímpicos   | Juegos Olímpicos         | Juegos Olímpicos  | Juegos Olímpicos |
| Año                | Lugar                    | Medalla           | Prueba           |
| ------------------ | ------------------------ | ----------------- | ---------------- |
| 1992               | Barcelona (España)       | Medalla de oro    | Dobles           |
| 1996               | Atlanta (Estados Unidos) | Medalla de plata  | Dobles mixto     |
| Campeonato Mundial |                          |                   |                  |
| Año                | Lugar                    | Medalla           | Prueba           |
| 1983               | Copenhague (Dinamarca)   | Medalla de bronce | Dobles           |
| 1985               | Calgary (Canadá)         | Medalla de oro    | Dobles           |
| 1985               | Calgary (Canadá)         | Medalla de oro    | Dobles mixto     |
| 1987               | Pekín (China)            | Medalla de bronce | Dobles           |
| 1989               | Yakarta (Indonesia)      | Medalla de oro    | Dobles mixto     |
| 1991               | Copenhague (Dinamarca)   | Medalla de oro    | Dobles           |
| 1991               | Copenhague (Dinamarca)   | Medalla de oro    | Dobles mixto     |